# Sergej Sirotkin
Sergej Sirotkin (Moskva, Rusija, 27. kolovoza 1995.) je bivši ruski vozač u Formuli 1.
Utrkivanje u Formulama Sergej je započeo u Formuli Abarth 2010. godine gdje nije bio posebno uspješan, no zato se godinu kasnije okitio naslovom. Uslijedilo je utrkivanje u talijanskoj formuli 3 te Formuli Renault 3.5. “Prekretnica” u njegovoj karijeri dogodila se u srpnju 2013. kada se pridružio Sauberu kao mladi vozač. Cilj je bio da odvozi nekoliko slobodnih treninga te da 2014. dobije trkaće mjesto. Ništa od toga nije bilo odrađeno, a jedino što je od Saubera dobio je nastup na prvom slobodnom treningu za VN Rusije 2014.
Krajem godine odlazi iz Saubera te nastavlja s utrkivanjem u nižim serijama. 2015. odvozio je prvu sezonu u GP2 te završio na trećem mjestu, no daleko iza prvoplasiranog Vandoornea koji je te godine pomeo konkurenciju. 2016. donijela je neke pozitivno stvari. Osim što je prešao u GP2 momčad ART Grand Prix (konstruktorski prvaci 2015.), izborio je mjesto testnog vozača u Renaultovom F1 timu. Sezonu u GP2 ponovno je završio na trećem mjestu, ovaj put mnogo bliže prvoplasiranom vozaču (Pierre Gasly). U Formuli 1 odradio je dva slobodna treninga, jedan ponovno na VN Rusije, a drugi za VN Meksika.
Sirotkin se 2017. potpuno usredotočio na Formulu 1. Renault ga je promovirao na mjesto rezervnog vozača, pa je izvan sporta odradio samo dvije utrke u Formuli 2 te 24 sata Le Mansa. Zbog loših performansi Jolyona Palmera tijekom prošle sezone, počelo se pričati da bi Sirotkin mogao uskočiti u kokpit te odraditi drugi dio sezone. No potpisom Carlosa Sainza za Renault postalo je jasno da mjesta za Sirotkina neće biti. Sreću je potražio u Williamsu, koji mu je ustupio mjesto trkaćeg vozača, ali nakon samo jedne sezone njegovi sponzori raskinuli su sve s Williamsom radi loših rezultata te je tako izgubio mjesto.